# Hohenberg (Ellwanger Berge)
Der Hohenberg ist der höchste Berg in den Ellwanger Bergen und liegt auf der Gemarkung Rosenberg im Osten von Baden-Württemberg. Auf der Bergkuppe steht die Jakobuskirche. Von dort aus hat man einen Rundumblick von der Hohenloher Ebene im Norden bis zur Schwäbischen Alb im Süden.

## Geographie
Der Hohenberg ist mit 570 m ü. NHN die höchste Erhebung der Ellwanger Berge, knapp gefolgt vom vier Kilometer südlich gelegenen 569 m hohen Schönberg. Seine steile, etwa 50 m über seine Umgebung herausragende Kuppe hat ein in Ost-West-Richtung verlaufendes etwa 300 m langes und etwa 100 m breites Hochplateau. Außer dem Westabhang ist die gesamte Kuppe unbewaldet. Vom Fuß bis zum Gipfelplateau steht der Stubensandstein (Löwenstein-Formation) an.

## Bebauung
Am Fuß des Berges liegt der Rosenberger Teilort Hohenberg. In der St.-Jakobus-Straße beginnt auf Höhe des Alten Pfarrhauses (→ Lage) ein Kreuzweg mit dreizehn Station, der auf den Berggipfel zur Jakobuskirche führt.
Die romanische Jakobuskirche wurde im frühen 12. Jahrhundert erbaut. Eine grundlegende Restaurierung mit teilweisem Neuaufbau im neoromanischen Stil gab der römisch-katholischen Kirche im Jahre 1896 ihre heutige Form. Die Kirchenfenster stammen von Sieger Köder, der von 1975 bis 1995 Pfarrer von Hohenberg und Rosenberg war. Vor der Kirche steht das von Sieger Köder bemalte Jakobushaus, ein Wohnhaus mit einer Pilgerherberge für Jakobspilger.
Am Nordhang des Hohenbergs unterhalb der Kirche liegt die Lourdesgrotte (→ Lage). Sie wurde 1886 mit Tuffstein sowie verschiedenfarbig eingeschmolzenen Glasschlackensteinen einer 1667 gegründeten und 1876 stillgelegten Rosenberger Glashütte erbaut. Vor der Grotte liegt ein kleiner Weiher.

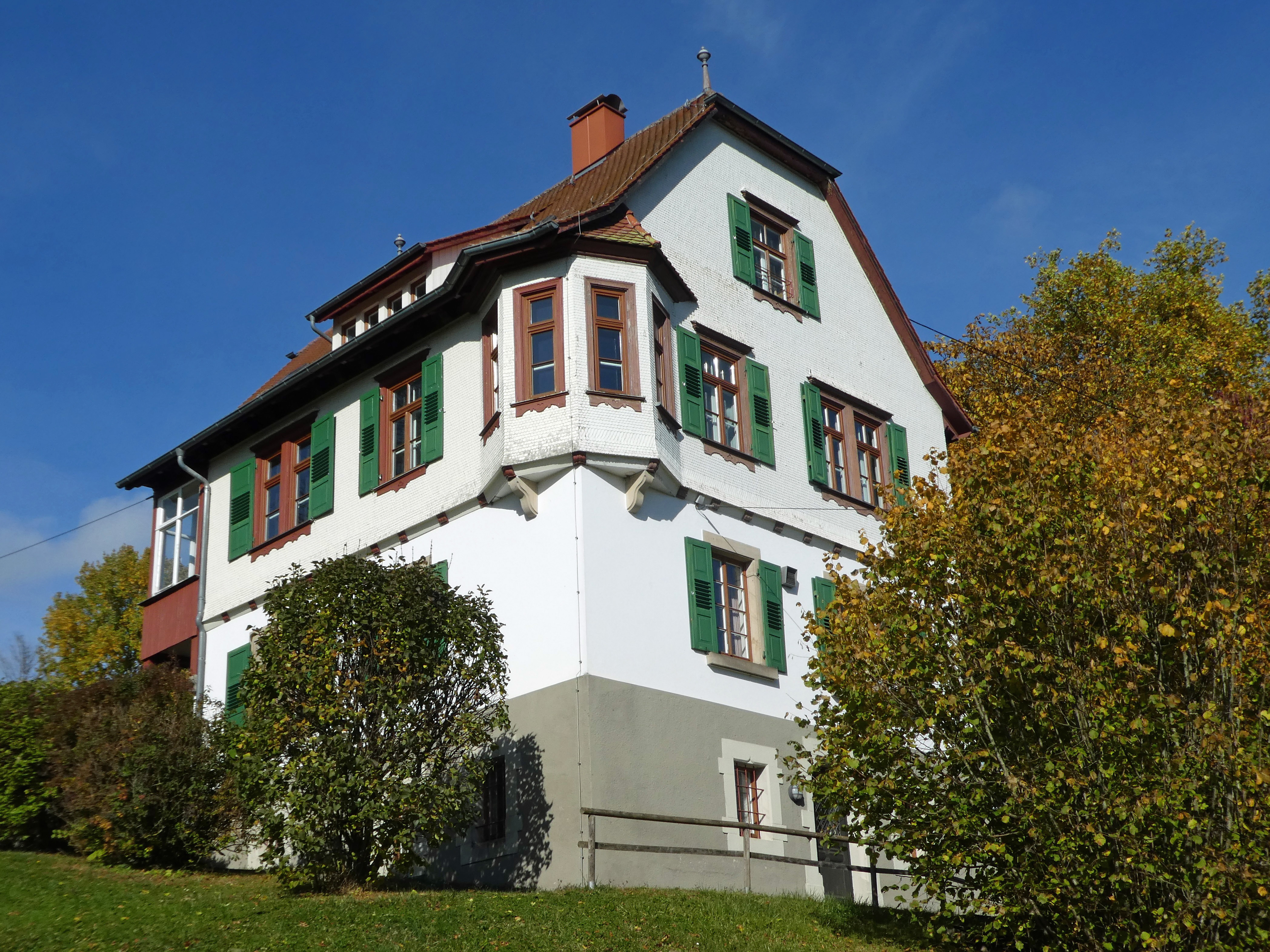
Altes Pfarrhaus von Hohenberg
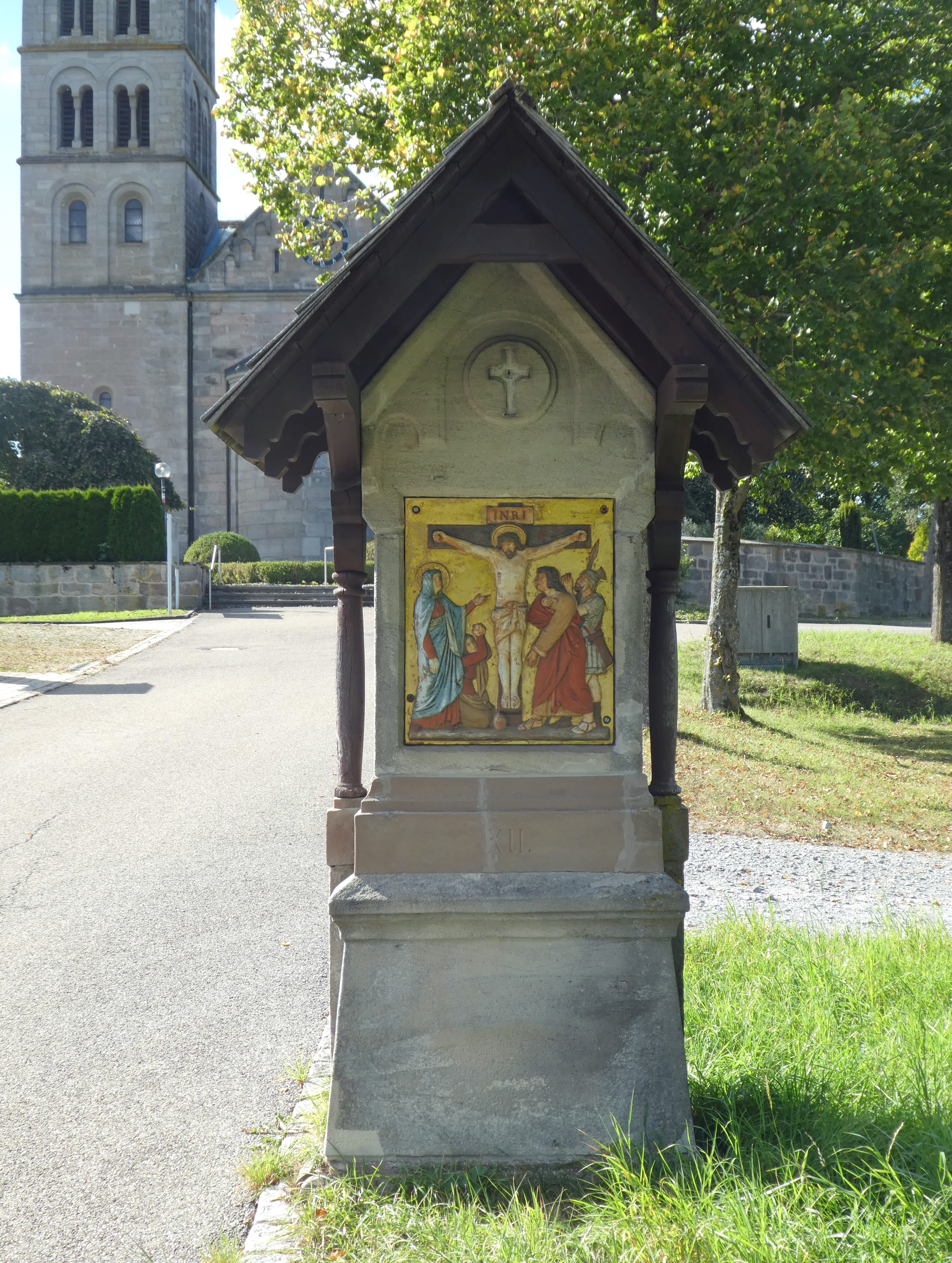
Eine der Kreuzwegstationen
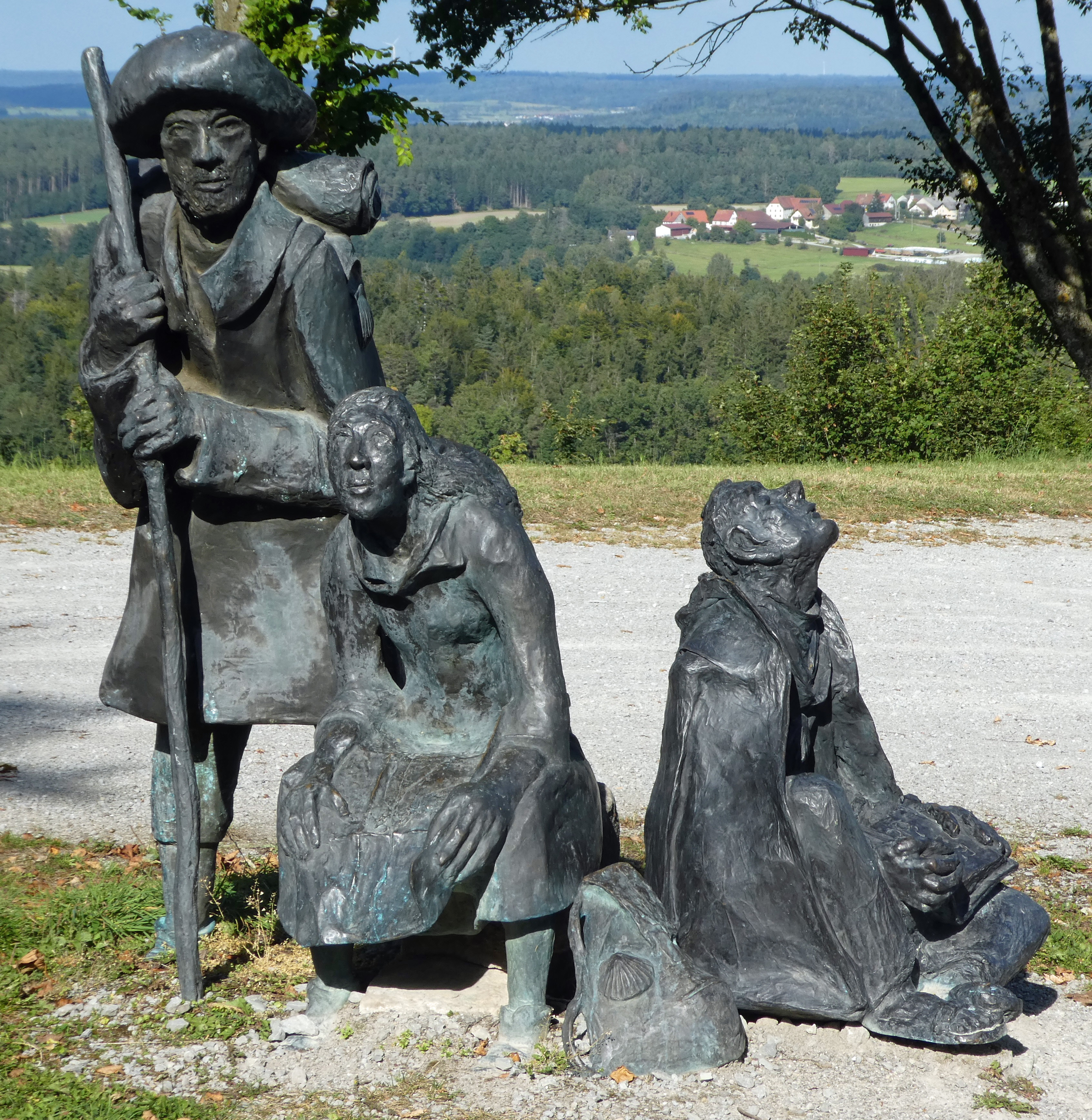
Pilgergruppe auf dem Parkplatz bei der Kirche von Sieger Köder
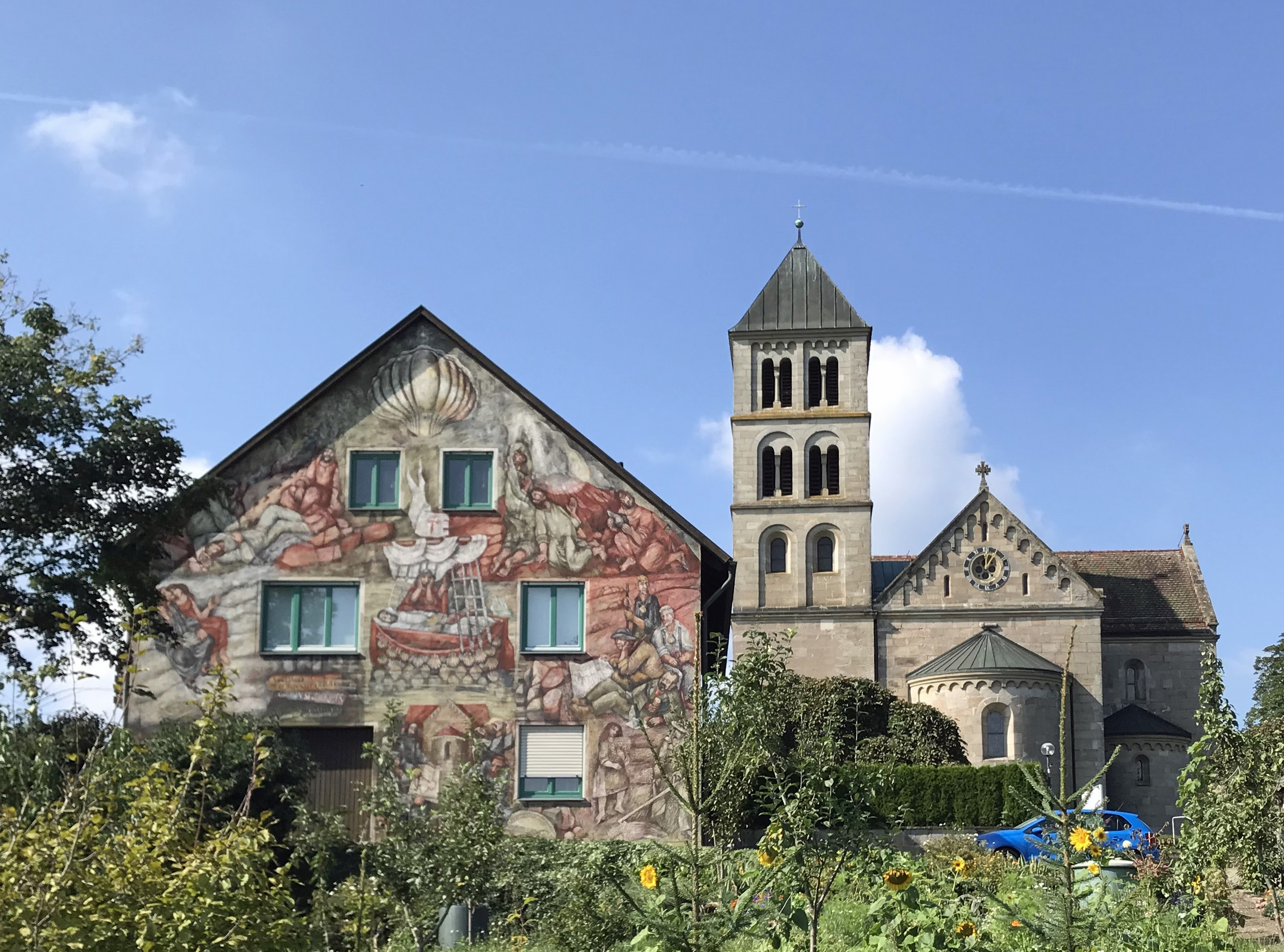
Jakobushaus und Jakobuskirche
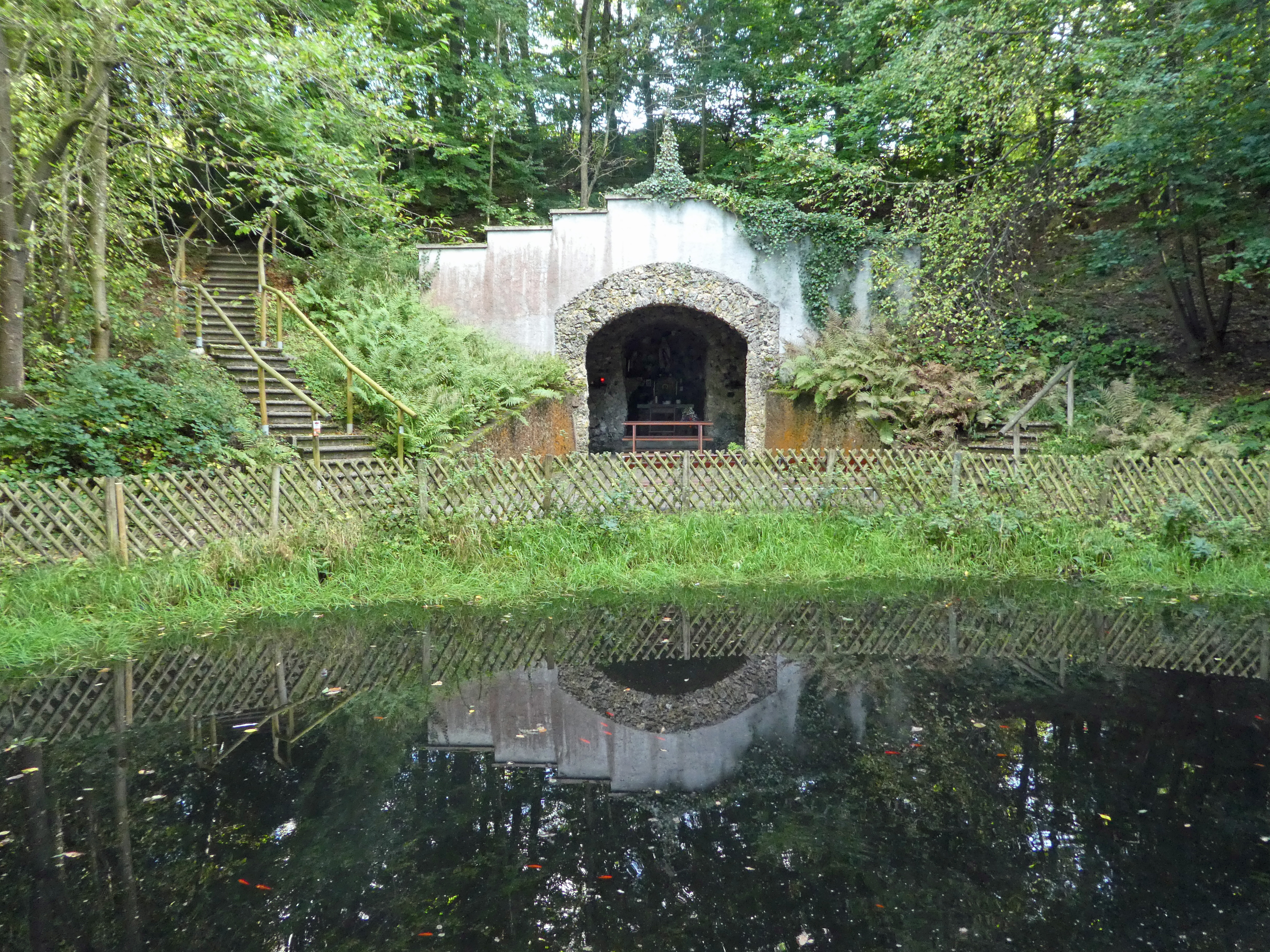
Lourdesgrotte mit Weiher

## Rundblick
Im Osten befindet sich der Virngrund mit dem Hornberg (Sendemast). Bei klarem Wetter erkennt man den Hesselberg (Sendemast). Weiter im Süden das Schloss Baldern, der Ipf und weiter vorne die Schönenbergkirche, das Schloss ob Ellwangen und die drei Türme der Ellwanger Basilika St. Vitus. Weiter im Süden die Schwäbische Alb mit der Kapfenburg, dem Braunenberg (Sendemast), dem Rosenstein (Sendemast), dem Bernhardus, dem Kalten Feld mit vorgelagertem Hornberg und den Drei Kaiserbergen (Stuifen, Rechberg und Hohenstaufen). Bei guter Fernsicht sieht man die Filsalb, die Burg Teck und die Burg Hohenneuffen. Im Südwesten ist der nahe Altenberg mit seinem Aussichtsturm, im Westen und Nordwesten der Welzheimer Wald mit dem Hagberg, die Limpurger und die Waldenburger Berge. Im Norden erhebt sich hinter Rosenberg der Burgberg, rechts davon das Schloss Kirchberg an der Jagst, die Hochhäuser von Crailsheim und weiter gegen Osten der hochgelegene Ort Wildenstein.

## Verkehr
Der Parkplatz oben auf dem Hohenberg bei der Kirche ist von der Landesstraße L 1060 aus über eine öffentliche Straße erreichbar. Der Hohenberg mit der Jakobuskirche ist eine Station des Fränkisch-Schwäbischen Jakobswegs, der von Nürnberg nach Ulm führt.